# Lorenza Strozzi
Lorenza Strozzi   (Florència, 6 de març de 1514 - 10 de setembre de 1591) fou una compositora, escriptora i religiosa dominica, italiana. Germana de Ciriaco Strozzi. Vestí l'hàbit en el monestir de Sant Nicolau del Prato i, com el seu germà, fou una persona erudita, que posseïa a la perfecció les llengües grega i llatina.
Va compondre alguns cants sagrats per a totes les festes de l'església catòlica, que s'imprimiren amb el títol de In singula lotius anni solemnia hymni (Florència, 1588). Es van fer servir durant molt de temps en tots els oficis.